# La Recoleta

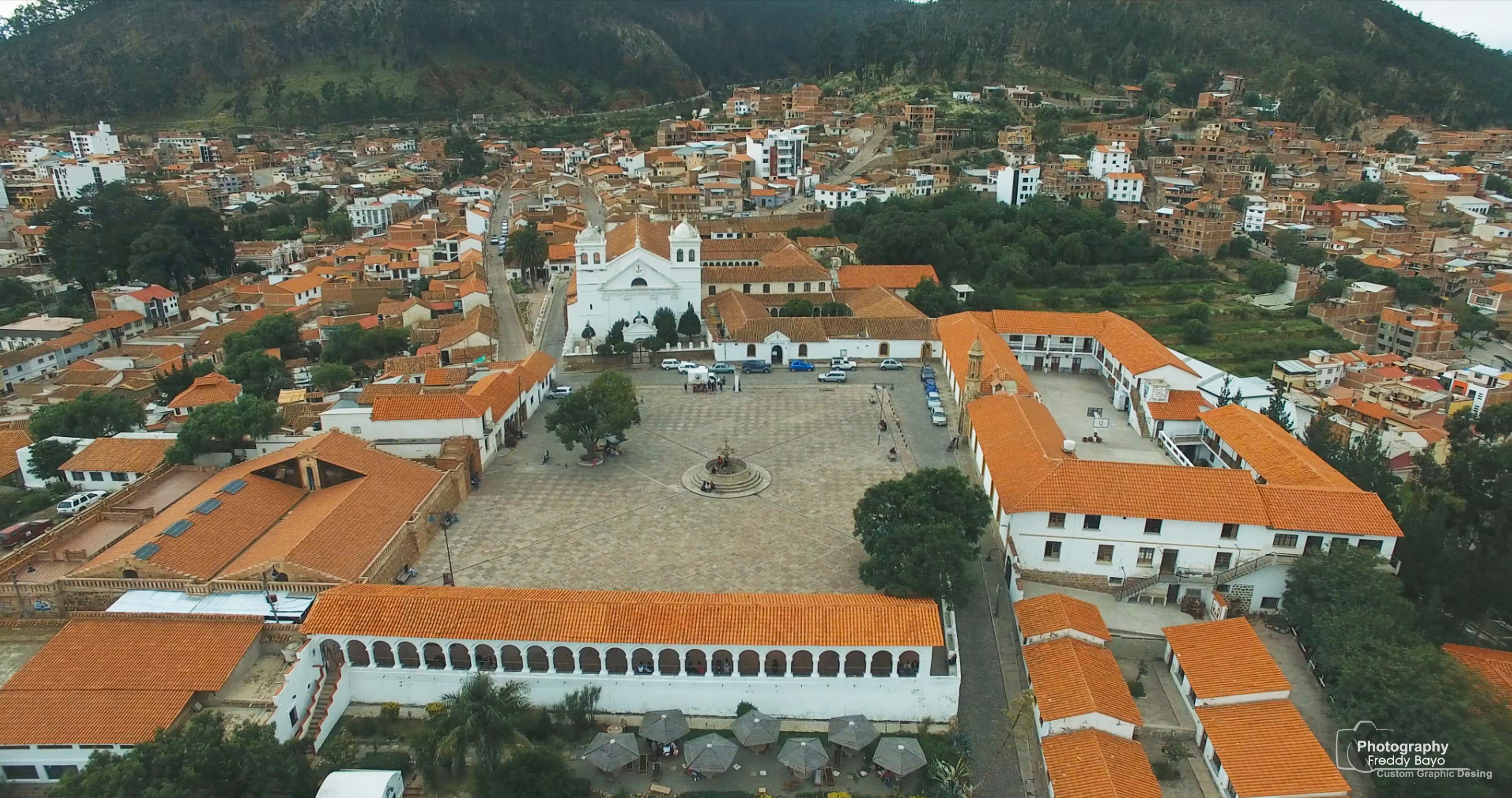
Vista aérea de La Recoleta.

Monasterio de La Recoleta o Santa Ana de Monte Sion es un monasterio franciscano situado en la ciudad de Sucre, capital constitucional de Bolivia.

## Introducción
En 1600 se construyó el Convento e iglesia de La Recoleta, y fue fundado en el año 1601 por los Franciscanos a las faldas del cerro Churuquella. Ambiente de serenidad y oración en medio de patios cuadrados rodeados por corredores con columnas de piedra donde se aprecian jardines con rosas y geranios en flor. Los pasillos hacia su capilla restaurada llevan a un Coro desde cuyos asientos artísticamente labrados en gruesa madera elevan sus cantos los enclaustrados monjes de la época.

## Historia

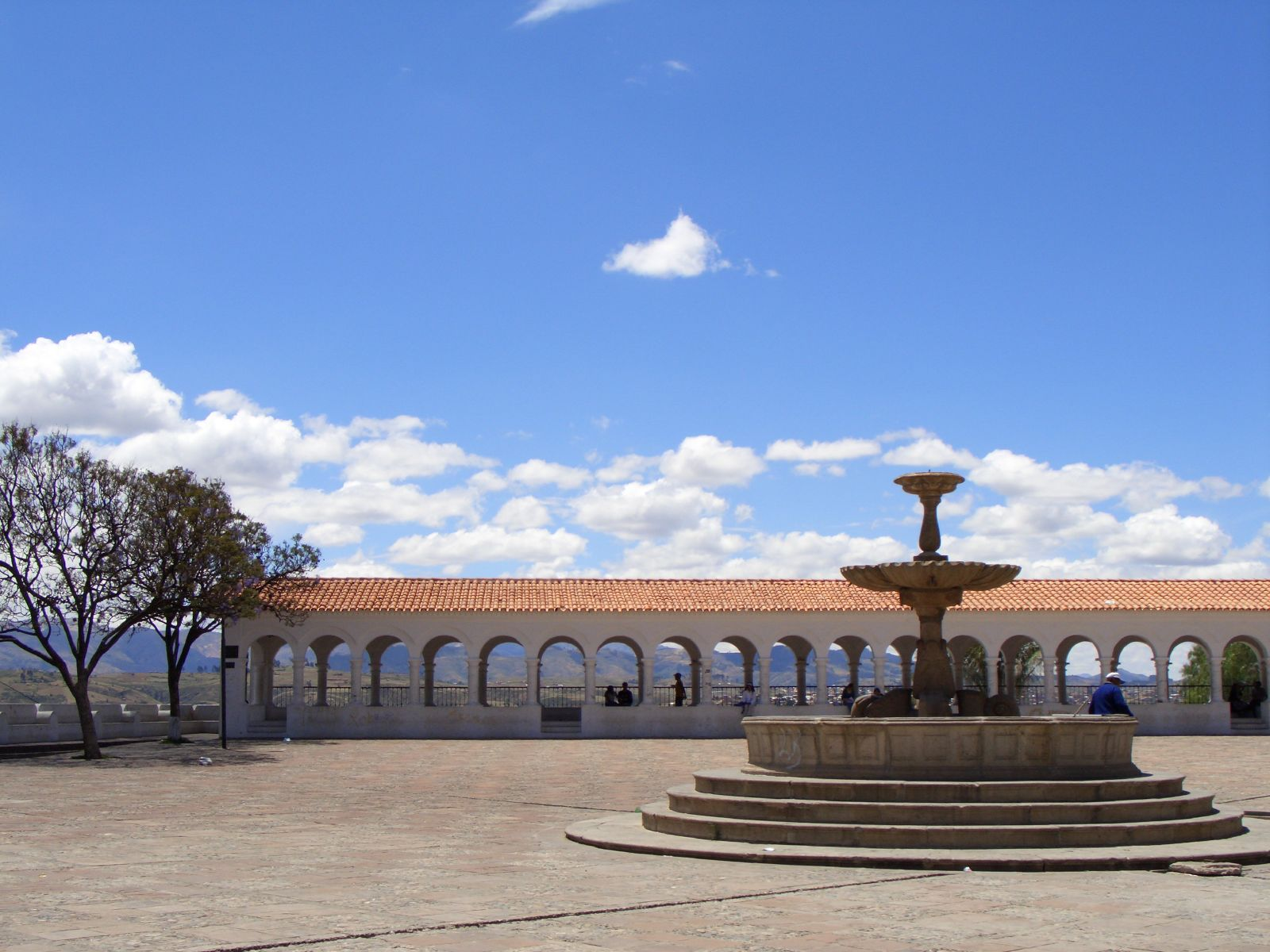
Vista parcial de La Recoleta, con su Plaza y su Pila, Sucre.

El Obispo Fr. Alonso Ramírez de Vergara dio una cuantiosa limosna para la compra del Cerro Churuquella, en Sucre, del indio Alfonso Mara, el 25 de enero de 1599 y se colocó la primera piedra en el año 1600 para su construcción.
Fue el R.P. Fr. Francisco de Morales, quien se hizo cargo de la fundación de la "Recolección de Santa Ana de Montesión en Chuquisaca", un pequeño claustro y su iglesia, conforme a la pobreza de la orden.
Al pasar los años la comunidad creció, por lo que se agregó un segundo piso al claustro en 1650. Y el 1 de mayo de 1655, se encargó la construcción de otros claustros entregando el trabajo a Domingo Aguilar.
Tras la independencia de Bolivia en 1825, los conventos se redujeron y pasaron a la secularidad de las iglesias. En 1837, Fr. Andrés Herrero pide al gobierno de Bolivia recolectar frailes para una restauración de la Orden en todo el país. Son diez frailes que llegaron a La Plata (actual Sucre), y empezaron su trabajo de catequistas y arreglo de conventos e iglesias.

## Entorno
El Convento fue construido en los extremos de la ciudad, a las faldas del cerro Churuquella. Al este se encuentra una pequeña plazuela donde existe una capilla que guarda la Cruz Encarnada que fuera puestra por Fr. Francisco Solano en 1585, siendo este un hito para la salida a la frontera y a los Chiriguano como vulgarmente se decía.
Frente a la iglesia, se encuentra la amplia plaza que fuera testigo de la fundación de La Plata (Sucre). Ahí se alza una fuente que fue realizada por Don Martín de Oviedo, habiendo este sacado el contrato en remate. Esta fuente fue llamada últimamente La Peregrina, por haber recorrido varios sitios, primero hecha para la Plaza de Armas (Plaza 25 de mayo), posteriormente cuando se tuvo que poner la estatua de Antonio José de Sucre, se la llevó a la entrada de la Alameda, y luego al lado de la Rotonda, en el Rosedal del actual Parque Bolívar, después de peregrinar, hoy se encuentra en la plaza Fundacional.